# Liste der Mitglieder der American Academy of Arts and Sciences/1799
Im Jahr 1799 wählte die American Academy of Arts and Sciences 4 Personen zu ihren Mitgliedern.

## Neugewählte Mitglieder
- Nathaniel Bowditch (1773–1838)
- John Thornton Kirkland (1770–1840)
- Edward Hutchinson Robbins (1758–1829)
- Noah Webster (1758–1843)